# Józef Glemp
Józef Glemp (Inowroclaw, Gniezno, 18 de diciembre de 1929 - Varsovia, Polonia, 23 de enero de 2013) fue un cardenal polaco, arzobispo emérito de Varsovia.
Fue hijo de un minero de la sal, Kazimierz, que había participado en la insurrección de la Gran Polonia en los años 1918-1919. 
Durante la ocupación nazi se vio obligado a trabajar en el campo en una granja alemana, y así se familiarizó bien con el trabajo físico duro. Terminó la escuela primaria después del estallido de la Segunda Guerra Mundial y sólo después de la guerra, en 1945, fue capaz de comenzar a estudiar en la escuela secundaria de Jan Kasprowicz en Inowroclaw, obteniendo su diploma el 25 de mayo de 1950. El 22 de julio del mismo año entró en el Seminario de la Arquidiócesis de Gniezno, donde el 25 de mayo de 1956 fue ordenado sacerdote.
Después de dos años de servicio pastoral, en 1958 fue enviado a Roma a estudiar Derecho Canónico en la Pontificia Universidad Lateranense, obteniendo su doctorado "en utroque iure" en 1964, con una tesis sobre: "De evolutione conceptus fictionis iuris" (Sobre la evolución del concepto de ficción jurídica). Después de su practicum fue nombrado abogado de la Rota Romana. Asistió a un curso de estilo en lengua Latina en la Universidad Pontificia Gregoriana y también terminó sus estudios en administración eclesial.
En 1964, terminó todos sus estudios en Roma y volvió a Gniezno en Polonia. Fue capellán de las Hermanas Dominicas y Franciscanas y profesor de religión en el centro de menores delincuentes. Se desempeñó como Secretario del Seminario de Gniezno y como notario de la Curia y del tribunal metropolitano y también como defensor del vínculo. 
En diciembre de 1967, trabajó en la Secretaría del Primado, y durante quince años fue uno de los colaboradores cercanos del cardenal Stefan Wyszynski. Como capellán personal del cardenal, lo acompañó en sus viajes dentro de Polonia y a Roma. Ejerció diversas responsabilidades en las comisiones del Episcopado polaco y enseñó Derecho Canónico en la Academia de la Teología Católica en Varsovia. Ha participado en varios congresos sobre este tema en Polonia y en el extranjero. En 1972 fue nombrado capellán de Su Santidad, y en marzo de 1976 se convirtió en canónigo de la Metropolitana de Gniezno. 
El 4 de marzo de 1979, Juan Pablo II lo nombró obispo de Varmia, en la parte noreste de Polonia, y fue consagrado en la fiesta de San Adalberto, el 21 de abril, en Gniezno. 
Después de la muerte del cardenal Wyszynski, el 18 de mayo de 1981, fue nombrado arzobispo de Gniezno, el 7 de julio de 1981, en unión "pro illa vice, ad personam" con la Arquidiócesis de Varsovia. Como obispo de Gniezno, se convirtió también en el primado de Polonia.
Fue creado y proclamado cardenal por Juan Pablo II en el consistorio del 2 de febrero de 1983, con el título de Santa María in Trastevere.
Fue presidente delegado de la primera Asamblea Especial para Europa del Sínodo de los Obispos (1991).
El 25 de marzo de 1992, con la reestructuración de las diócesis de la Iglesia en Polonia, Juan Pablo II disolvió la unión "ad personam" de Gniezno-Varsovia, nombrando como arzobispo metropolitano de Gniezno a Mons. Henryk Muszynski. El Santo Padre decidió que el título de primado de Polonia debía seguir siendo vinculado con el patrimonio histórico de San Adalberto en la Arquidiócesis de Gniezno y confirmó que el cardenal Glemp, arzobispo de Varsovia, que tenía la custodia de las reliquias de San Adalberto, que se venera en la Catedral de Gniezno, debe seguir llevando el título de primado de Polonia. El 1 de noviembre de 2006, el papa Benedicto XVI confirmó el título de primado hasta llegar a 80 años de edad. 
El cardenal Glemp actuó como presidente de la Conferencia Episcopal de Polonia durante 23 años, desde 1981 hasta marzo de 2004.
Fue arzobispo emérito de Varsovia desde el 6 de diciembre de 2006.
Fue ordinario para los fieles de rito oriental residentes en Polonia, desde el 18 de septiembre de 1981 hasta el 9 de junio de 2007.
| Predecesor: Stefan Wyszyński | Arzobispo de Gniezno y Varsovia 1981-1992 | Sucesor: Henryk Muszyński como arzobispo de Gniezno |
| Predecesor: Stefan Wyszynski | Arzobispo de Varsovia 1992-2007           | Sucesor: Stanislaw Wielgus                          |